# Учтепе
Учтепе (Уч-Тепе, азерб. Üçtəpə) — три больших «кургана вождей» в степной зоне Восточного Азербайджана, на Мильской равнине, у села Салманбейли в Агджабединском районе, близ городища Галатепе и кургана Янтепе, в 20 километрах к северо-западу от Орен-Калы. Памятник эпохи ранней бронзы относится к заключительным этапам куро-араксской культуры (концу 3-го тысячелетия до н. э.).
Группа Учтепе из трёх курганов обнаружена американской экспедицией Рафаэля Пумпелли. Северный курган высотой 4 метра и диаметром 65—70 метров был разрушен при строительстве газопровода.
Памятник был изучен в 1958—1960 гг. Уч-Тепинским отрядом совместной экспедиции Института археологии АН СССР и Института истории АН Азербайджанской ССР под руководством Александра Иессена.
Радиоуглеродное изучение образцов из Учтепинского кургана показало: древесина (бревна крыши) — 2539±120 год до н. э., уголь — 2867±230 год до н. э. Учтепинские горшки напоминают сосуды Майкопского кургана.
Конусообразная насыпь кургана № 3 в урочище Учтепе имеет высоту 13,1—13,2 метра при диаметре 130 метров. Для погребения кургана № 3 могильника Учтепе были издалека привезены около 100 брёвен можжевельника длиной 8 метров. В могиле покоится  влиятельный племенной вождь.
В погребении, которое датируется VIII веком, в кургане № 3 могильника Учтепе, на глубине 13 метров, при раскопках 19 июля 1960 года найдена золотая монета-подвеска, солид Юстиниана I (527—565) с двумя отверстиями выше и ниже изображения головы императора, а также золотая шейная гривна из четырёхгранной проволоки и поясной набор.
Так называемый «Малый курган» в урочище Учтепе является сезонным поселением. Поселение Учтепе датируется X—IX вв. до н. э. и было основано кочевниками-скотоводами. Небольшие прямоугольные землянки использовалось лишь в зимний сезон, а весной население и скот перебирались в горы. Поселение Учтепе — первый и достаточно исследованный бытовой памятник Карабаха указанного периода.